# Chavroches
Chavroches é uma comuna francesa na região administrativa de Auvérnia-Ródano-Alpes, no departamento Allier. Estende-se por uma área de 10 km². Em 2010 a comuna tinha 250 habitantes (densidade: 25 hab./km²).